# Aldo Bobadilla
Aldo Antonio Bobadilla Ávalos, mais conhecido como Aldo Bobadilla (Pedro Juan Caballero, 20 de abril de 1976), é um treinador e ex-futebolista paraguaio que atuava como goleiro. Atualmente, dirige o Tacuary.

## Carreira
Começou sua carreira jogando por vários anos pelo Cerro Porteño, com o qual conquistou dois títulos absolutos em 2001 e 2004, este último como capitão. Membro mais importante da camada de goleiros paraguaios, este homem de 1.91m de altura e 89kg de peso foi vital com suas defesas para levar o Libertad de seu país a Copa Libertadores da América, acumulando assim, uma longa história em torneios internacionais. Foi a figura das Quartas-de-Final na edição 2006, diante do River Plate, eliminando o time argentino. Porém, na semifinal, o Libertad foi eliminado pelo depois campeão deste torneio, o Internacional.
Teve sua primeira passagem pela Argentina quando defendou o Gimnasia y Esgrima La Plata, em 2005, voltou a Argentina um pouco mais de um ano depois, desta vez para defender o Boca Juniors. Estreou em 6 de agosto daquele ano contra o Banfield, partida que terminou 3-0 a favor do time "Xeneize". No final desta temporada foi campeão da Recopa Sudamericana. Ganhou a Copa Libertadores da América em 2007 como reserva. Jogou 45 minutos como substituto de Mauricio Caranta que tinha sido contudido jogando contra o Cúcuta Deportivo.
Na noite de 14 de setembro de 2007, chegou a Medellín para concretar seu vinculo com o Independiente Medellín da Colombia, clube que passava por um mal semestre, Tendo a defesa mais vazada do Torneio, junto com os Millonarios, com -17 gols de saldo. Aldo Bobadilla chegou para tentar diminuir este número e foi essencial para o time. Apesar de não ter jogado no torneio, terminou como o goleiro com menos gols sofridos. Foi a contratação mais importante do torneio e más tarde foi a peça fundamental para a obtenção do quinto título do Independiente Medellín, sendo o capitão do time. Tanto o público como a imprensa tem o chamado como uma das grandes figuras do time, graças as suas excelentes atuações.
Bobadilla ficou conhecido em 2006 quando participou da ótima campanha do Libertad na Copa Libertadores da América, sofrendo apenas 3 gols em 8 jogos, tornando-se o goleiro menos vazado da competição. Além disso, já foi convocado 20 vezes pela Seleção Paraguaia, sendo titular na Copa do Mundo de 2006 (2 gols sofridos em 3 jogos) e primeiro reserva na Copa de 2010, que aconteceu na África do Sul.
Após a eliminação paraguaia nas quartas-de-final da Copa de 2010, na qual atuou como goleiro reserva, foi anunciado como reforço do Corinthians.
Na equipe paulista, Bobadilla não foi utilizado, brigando por uma vaga com Júlio César, que acabou como titular. Assim como Romerito , Cabañas, Chilavert e Gamarra, Bobadilla é um ícone do esporte em seu país .
Em 2011, retornou ao Paraguai para jogar no tradicional Olimpia e esteve como treinador de goleiros do Paraguai.

## Família
Aldo é pai do meio-campista Damián Bobadilla.

## Títulos
Cerro Porteño
- Campeonato Paraguaio: 2001, 2004

 Libertad
- Campeonato Paraguaio: 2006

 Boca Juniors
- Copa Libertadores: 2007

 Independiente Medellín
- Campeonato Colombiano: 2009, Finalización champion.